# Стефанополи де Комнин, Димитриос
Димитриос Стефанополи де Комнин, или Деметрио Стефанополи (фр. Démétrius Stephanopoli de Comnène, или Demetrio Stefanopoli, греч. Δήμος Στεφανόπολι; 12 ноября 1749, Паомия, Корсика — 8 августа 1821, Париж) — известный корсиканский аристократ греческого происхождения, французский офицер, ботаник и писатель, эмиссар Наполеона в Греции.

## Биография
Димитриос Стефанополи родился 12 ноября 1749 года в греческом селении Паомия (ныне Каржез) на острове Корскика. Селение было основано в конце XVII века воинственными выходцами с полуострова Мани греческого Пелопоннеса, ведшими непрекращающиеся военные действия против турок. Маниаты, под водительством Протогероса Стефанопулоса и при поощрении Генуэзской республики, поселились сначала в Калабрии, а затем на Корсике.
Димитриос был сыном Константина Стефанополи (умер в 1779 году), наследственного вождя греческой колонии на Корсике, братом Панории Комнины, и приходился дядей по материнской линии герцогине д’Абрантес. Димитриос был в тринадцатом поколении потомком Давида Великого Комнина — последнего императора Трапезунда. Стефанополи был признан потомком и наследником императора Давида Комнина жалованной грамотой, которую в 1782 году вручил ему король Людовик XVI, что позволило ему прибавить имя Комнинов к своей фамилии.
В 1779 году Димитриос Стефанополи получил звание капитана кавалерии.
После революции Наполеон «ловко и цинично спекулировал на национальных чаяниях греческого народа», его тайные эмиссары буквально наводнили Грецию, в особенности при подготовке войны с Турцией и Египетского похода.
Наполеон послал своих земляков Димитриоса Стефанополи и его брата Николаоса на полуостров Мани в 1797 году для подготовки восстания против турок.
19 мая 1798 года французский флот вышел из Тулона и 1 июля Наполеон высадился в Египте.
По окончании Египетского похода Стефанополи вернулся во Францию, где в 1800 году издал свою книгу под наименованием «Путешествие в Грецию» (Voyage en Grece).
После реставрации Стефанополи получил от Людовика XVIII звание бригадира.
Умер в Париже 8 августа 1821 года.

### Работы
- Démétrius Stephanopoli de Comnène, Notes archéologiques, Ajaccio, 1841
- Démétrius Stephanopoli de Comnène, Précis d’histoire de la maison de Comnène, Paris